# Jezioro Minikowskie
Jezioro Minikowskie – jezioro w woj. kujawsko-pomorskim, powiecie tucholskim, w gminie Lubiewo, przy wsi Minikowo (powiat tucholski)

## Położenie
Jezioro leży na Wysoczyźnie Świeckiej, w mikroregionie "Rynna Jezior Bysławskich".

## Dane morfometryczne
Jezioro położone jest na wysokości 84,7 m n.p.m., ma powierzchnię 32,5 ha oraz objętość 840 400 m³. Głębokość maksymalna wynosi 6,6 metra, a głębokość średnia 2,6 m.